# San Juan del Monte (kommun)
San Juan del Monte är en kommun i Spanien.   Den ligger i provinsen Provincia de Burgos och regionen Kastilien och Leon, i den centrala delen av landet, 140 km norr om huvudstaden Madrid. Antalet invånare är 156. Arean är 26,5 kvadratkilometer.
Terrängen i San Juan del Monte är platt.